# Super Fun Night
Super Fun Night é uma sitcom americana exibida pela ABC, criada por Rebel Wilson (Na qual também é a atriz principal).
Teve sua estreia no dia 02 de outubro de 2013.[carece de fontes?]

## Enredo
O show se situa na cidade de Nova Iorque,[carece de fontes?] onde três amigas dividem um apartamento, e há treze anos buscam se divertir toda sexta-feira a noite, são elas: Kimmie, Helen-Alice, e Marika. Kimmie é uma advogada recém promovida, que possui uma amizade colorida com seu colega de trabalho, o britânico Richard. Kimmie recebeu um conselho de uma admirada advogada: Felicity Vanderstone, na qual diz para investir em sua vida social, a partir desse ponto, Kimmie segue seu conselho, e a partir daí toda a trama se inicia.[carece de fontes?]

## Elenco

### Elenco principal
- Rebel Wilson como Kimmie Boubier
- Lauren Ash como Marika
- Liza Lapira como Helen-Alice
- Kevin Bishop como Richard Royce
- Kate Jenkinson como Kendall Quinn

### Elenco recorrente
- Dan Ahdoot como Ruby
- John Gemberling como Dan
- Paul Rust como Benji
- Nate Torrence como James

### Atores convidados
- Kelen Coleman como Felicity Vanderstone
- Ashley Tisdale como Jazmine Boubier (irmã de Kimmie)
- Matt Lucas como Derrick
- Jacki Weaver como Pamela Boubier
- Brooke Shields como Alison

## Temporada
| Temporada | Temporada | Episódios | Exibição original                          | Exibição original  | Lançamento em DVD | Lançamento em DVD | Lançamento em DVD |
| Temporada | Temporada | Episódios | Estreia de temporada                       | Final de temporada | Região 1          | Região 2          | Região 4          |
| --------- | --------- | --------- | ------------------------------------------ | ------------------ | ----------------- | ----------------- | ----------------- |
|           | 1         | 10+       | 2 de outubro de 2013 14 de outubro de 2013 |                    | —                 | —                 | —                 |

### Episódios
| Nº   | Título                       | Exibição original                                   |
| ---- | ---------------------------- | --------------------------------------------------- |
| 1x01 | "Anything for Love"          | 2 de outubro de 2013 14 de outubro de 2013 TBA      |
| 1x02 | "Three Men and a Boubier"    | 9 de outubro de 2013 21 de outubro de 2013 TBA      |
| 1x03 | "Chick or Treat"             | 16 de outubro de 2013 28 de outubro de 2013 TBA     |
| 1x04 | "Engagement Party"           | 23 de outubro de 2013 4 de novembro de 2013 TBA     |
| 1x05 | "Go with Glorg"              | 30 de outubro de 2013 11 de novembro de 2013 TBA    |
| 1x06 | "The Love Lioness"           | 13 de novembro de 2013 18 de novembro de 2013 TBA   |
| 1x07 | "The Set Up"                 | 20 de novembro de 2013 25 de novembro de 2013 TBA   |
| 1x08 | "Pilot"                      | 4 de dezembro de 2013 9 de dezembro de 2013 TBA     |
| 1x09 | "Merry Super Fun Christmas"  | 11 de dezembro de 2013 16 de dezembro de 2013 TBA   |
| 1x10 | "Li'l Big Kim"               | 8 de janeiro de 2014 13 de janeiro de 2014 TBA      |
| 1x11 | "Dinner Party"               | 8 de janeiro de 2014 20 de janeiro de 2014 TBA      |
| 1x12 | "Hostile Makeover"           | 15 de janeiro de 2014 27 de janeiro de 2014 TBA     |
| 1x13 | "Let the Games Begin"        | 22 de janeiro de 2014 3 de fevereiro de 2014 TBA    |
| 1x14 | "Lucindervention"            | 29 de janeiro de 2014 10 de fevereiro de 2014 TBA   |
| 1x15 | "Cookie Prom"                | 5 de fevereiro de 2014 17 de fevereiro de 2014 TBA  |
| 1x16 | "Lesbihonest"                | 12 de fevereiro de 2014 24 de fevereiro de 2014 TBA |
| 1x17 | "...Till the Fat Lady Sings" | 17 de fevereiro de 2014 3 de março de 2014 TBA      |

## Prêmios e indicações
| Ano  | Premiação              | Categoria           | Indicado        | Resultado |
| ---- | ---------------------- | ------------------- | --------------- | --------- |
| 2014 | People's Choice Awards | Melhor Nova Comédia | Super Fun Night | Vencedor  |
| 2014 | People's Choice Awards | Melhor Nova Atriz   | Rebel Wilson    | Indicado  |